# Johann Martini
Johann Martini, též Jan Martini, byl rakouský politik německé národnosti z Haliče, během revolučního roku 1848 poslanec Říšského sněmu.

## Biografie
Roku 1849 se uvádí jako Johann Martini, rychtář v obci Beckersdorf (německá vesnice v Haliči, ukrajinsky Бекерсдорф, dnes součást obce Novosilka).
Během revolučního roku 1848 se zapojil do veřejného dění. Ve volbách roku 1848 byl zvolen i na ústavodárný Říšský sněm. Zastupoval volební obvod Pidhajci. Tehdy se uváděl coby zemědělec a vesnický rychtář. Náležel ke sněmovní pravici. Byl jedním z pěti poslanců německé národnosti zvolených v Haliči.